# Sporledera flexuosa
Sporledera flexuosa là một loài Rêu trong họ Dicranaceae. Loài này được (Schwägr.) Hampe ex Paris miêu tả khoa học đầu tiên năm 1898.